# Anton Lauček
Anton Lauček (* 7. dubna 1950, Ružomberok) je slovenský spisovatel a prozaik.

## Životopis
V letech 1965-1968 studoval na Střední obecné škole v Ružomberku, 1970-1974 na Pedagogické fakultě v Banské Bystrici obor slovenština - němčina a v letech 1979-1985 dálkově při zaměstnání na filozofické fakultě Univerzity Pavla Jozefa Šafárika v Prešově obor slovenština -historii. Působil jako vychovatel v domově mládeže a zároveň učil na středních školách v Ružomberku, Liptovském Hrádku a v Liptovském Mikuláši, později se stal ředitelem Domova mládeže Ružomberok. Dva roky byl ve svobodném spisovatelském povolání. Od roku 1995 byl pedagogem na katechetické-pedagogické fakultě sv. Ondřeje v Ružomberku (dnes Katolická univerzita), od roku 2012 působí jako docent na fakultě humanitních věd Žilinské univerzity. Debutoval knihou povídek Zelená modrá (1982), v dalších svých prózách si všímá podoby mezilidských vztahů v různých životních situacích. Historickou novelou Cez utrpenie (1997) se vrátil k tragickým událostem, které se odehrály roku 1907 v Černová. Román Pušky v hrnci, granáty v kredenci (1993) je v slovenské a české literatuře jediným humorně laděným románem s válečnou tematikou. "Smích přes slzy" charakterizuje i Laučekův román ze školního prostředí Keď lastovičky nemôžu lietať  (2006). Čtenáře, libující si v krátkých a úderných textech, provokujících úsměv i zamyšlení, osloví knížky obsahující zejména beletristické žánry publicistického stylu Iba tak (2007), Iba tak II. (2008), Iba tak III (2009), Iba tak IV. (2013), Iba tak V. (2014). Podle jeho scénáře se zrealizovala televizní inscenace pro mládež Benedikt (1974). Napsal také první román o Andreji Hlinkovi pod názvem Andrej (2007) a životopisnou prózu o biskupovi Jánovi Vojtaššákovi s názvem Anjelom svojim prikážem o tebe (2000). Je autorem Stručnej príručky nemčiny pre turistov  (1992), vysokoškolské učebnice Autori katolíckej moderny - život a prehľad tvorby (2000), Katolícka moderna (2003), Katolícka moderna /aj v reflexii/ (2014), Slovenskej literatúry pre deti a mládež / 1990 - 2004 / (2004), Slovenskej literatúry pre deti a mládež /1990-2008/ (2009), Slovenské pohľady v službe totalitnej moci /1948-1951/ (2013). Autorsky se podepsal pod monografie  Výrobný román (2003), Schéma a dogma v literatúre (2006),Schéma a dogma v literatúre II. (2011), Schematická reportáž Ferdinanda Gabaja(2008), Perom pálil, perom chválil  (2009), Svedectvo reportáží z "krajín, kde vychádza slnko" (2009).

## Dílo
- Benedikt (televizní inscenace pro mládež, v roce 1974 zrealizovaná a odvysílaná)
- Zelená modrá - sbírka povídek (1982)
- Pierko iba ľahučko prichytené - sbírka povídek (1987)
- Opušťák - sbírka povídek z vojenského prostředí (1989, 2003, 2009)
- Pušky v hrnci granáty v kredenci - humorně laděný román z dob 2. světové války (1993, 2008)
- Cez utrpenie - historická novela o masakru v Černová (1997, 2006, 2007)
- Anjelom svojim prikážem o tebe - životopisný román o biskupovi Vojtaššáka (2000, 2006, 2007, 2009, 2011, 2014)
- Keď lastovičky nemôžu lietať - Keď lastovičky nemôžu lietať (2006, 2010)
- Iba tak - beletrizované žánre publicistického štýlu - fejtóny, črty, eseje, glosy... (2007, 2008)
- Andrej - historická novela o Andreji Hlinkovi (2007)
- Černovčania (2008, 2014) - společné vydání dvou historických novel Andrej a Cez utrpenie
- Iba tak II. (2008)
- Iba tak III. (2009)
- Iba tak výber (2009)
- Iba tak výber plus (2011)
- Vybijem ti zuby viečkami (2011, 2015)
- Iba tak IV. (2013)
- Andrej - školské roky - literárně-dramatické pásmo (2014)
- Iba tak V. (2014)
- Iba tak (pre bezbožníkov) 2015
- Anjelom svojim prikážem o tebe - literárně-dramatické pásmo (2015)
- Iba tak VI. (2015)